# Carlos Mauricio Valenti Perrillat

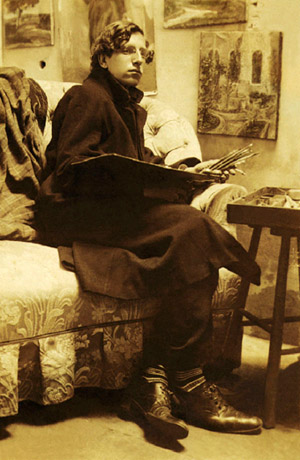
Carlos Valenti 1912

Carlos Mauricio Valenti Perrillat (* 15. November 1888 in Paris; † 29. Oktober 1912 ebenda) war ein überwiegend in Guatemala aufgewachsener Maler französischer Herkunft. Er gilt als Wegbereiter der modernen guatemaltekischen Kunst.

## Biografie
Valentis Vater Carlos Valenti Sorié war Italiener. Carlos Mauricio war das dritte Kind aus der Ehe mit der Französin Helena Perrillat. Im Jahr seiner Geburt ging der Vater nach Guatemala, drei Jahre später zog die Mutter mit den Kindern nach. Die bekannten Werke des an Diabetes erkrankten Künstlers entstanden ab 1908. 1910 schloss er sich mit anderen Künstlern zusammen, darunter Carlos Wyld Ospina, Rafael Rodríguez Padilla, Rafael Arévalo Martínez, Rafael Yela Günther, die De la Riva-Geschwister und Carlos Mérida. Mit Mérida ging er im selben Jahr nach Paris, wo sie Pablo Picasso kennenlernten. Auf dessen Empfehlung schrieben sich beide an der Académie Vitti ein, wo van Dongens unterrichtete. Nach monatelangem, begeistertem Schaffen stellte sich bei Valenti krankheitsbedingt der zunehmende Verlust des Sehvermögens ein, worauf ihm ärztlicherseits absolute körperliche Schonung verordnet wurde. Damit verbunden musste er die Malerei aufgeben. Im Oktober 1912 erschoss Valenti sich im Alter von 23 Jahren. Ein Teil seiner Arbeiten und eine Skizze befinden sich im Museo Nacional de Arte Moderno „Carlos Mérida“ in Guatemala-Stadt.